# Lophoptera polygrapha
Lophoptera polygrapha là một loài bướm đêm trong họ Noctuidae.